# Чили на летних Олимпийских играх 1928
Чили принимала участие в Летних Олимпийских играх 1928 года в Амстердаме (Северная Голландия, Нидерланды) в пятый раз за свою историю, и завоевала одну серебряную медаль.

## Медалисты
| Медаль | Спортсмен     | Вид спорта      | Дисциплина       |
| ------ | ------------- | --------------- | ---------------- |
| 2      | Мануэль Пласа | Лёгкая атлетика | Мужчины, марафон |

## Состав сборной
38 спортсменов соревновались в 6 видах спорта:
- бокс
- лёгкая атлетика
- велоспорт
- плавание
- фехтование
- футбол[1].

Знаменосцем был прославленный легкоатлет, многократный чемпион Южной Америки Мануэль Пласа.

## Результаты

### Футбол
Турнир проходил с 27 мая по 13 июня, участвовали сборные 17 стран. В предварительном этапе сборная Чили проиграла сборной Португалии и выбыла из дальнейшей борьбы.
| 27 мая 1928 15:00                       | \| Португалия \| 4:2 (2:2) отчёт \| Чили \| \| В. Силва 38′ · Пепе 40′, 50′ · Мота 63′ \| Голы \| Сааведра 14′ · Карбонель 30′ \| | Стадион: Олимпийский, Амстердам Зрителей: 2309 Судья: Юссуф Мухаммад |
| Португалия                              | 4:2 (2:2) отчёт | Чили                                                                 |
| В. Силва 38′ · Пепе 40′, 50′ · Мота 63′ | Голы | Сааведра 14′ · Карбонель 30′                                         |

Кроме этого, она сыграла утешительный матч с Мексикой, где победила. Все голы забил Гильермо Субиабре. Результаты утешительного турнира были приняты ФИФА, но в отчёт игр эти матчи не записаны.
| 5 июня 1928 14:00      | \| Чили \| 3:1 (1:1) отчёт \| Мексика \| \| Субиабре 24′, 48′, 89′ \| Голы \| Сота 15′ \| | Стадион: Монникенхёйзе, Арнем Зрителей: 5000 Судья: Йоб Мюттерс |
| Чили                   | 3:1 (1:1) отчёт                                                                           | Мексика                                                         |
| Субиабре 24′, 48′, 89′ | Голы                                                                                      | Сота 15′                                                        |